# Rio Salobra
Rio Salobra är ett vattendrag i Brasilien.   Det ligger i delstaten Mato Grosso do Sul, i den södra delen av landet, 1 000 km sydväst om huvudstaden Brasília.
I omgivningarna runt Rio Salobra växer i huvudsak städsegrön lövskog. Runt Rio Salobra är det mycket glesbefolkat, med 4 invånare per kvadratkilometer.